# جون إي. ديفيس
جون إي. ديفيس (بالإنجليزية: John E. Davis)‏ هو سياسي أمريكي، ولد في 7 يوليو 1960 في هيوستن في الولايات المتحدة. حزبياً، نشط في الحزب الجمهوري. وقد انتخب عضو مجلس نواب تكساس.